# Vendin-le-Vieil
Vendin-le-Vieil è un comune francese di 7 579 abitanti situato nel dipartimento del Passo di Calais nella regione dell'Alta Francia.

## Società

### Evoluzione demografica
Abitanti censiti